# 備前平四郎
備前 平四郎（びぜん へいしろう）は、平安時代末期の武士で源義経の郎党。名は房成。
義経が奥州に落ちていた際に、山伏の姿で従っていた従者。藤原基成の衣川館で、源義経と配下である武蔵坊弁慶、亀井六郎重清、鈴木三郎重家、片岡八郎、駿河次郎清重、黒井次郎景次、鷲尾三郎義久、喜三太と共に、防戦に参加。
藤原泰衡の家臣・長崎太郎の軍勢五百騎に囲まれ、少数精鋭というにはあまりにも少ない人数で奮闘するも、討たれて果てることになった。